# Вчений із Ваани
«Вчений із Ваани» — роман українського письменника Андрія Тимошенка у жанрі соціально-екологічної фантастики. Перша книга з трилогії.

## Опис книги
Події роману відбуваються у фантастичній країні Ваана, яку населяють гоблінги, гноми та дракони. З появою людей Ваана зазнає кардинальних змін і занепадає. Але її населення настільки заклопотане штучно створеними проблемами, що не помічає наслідків такого існування. 
Головний герой роману – науковець, який відчуває себе чужим серед пануючих поглядів та цінностей, тому він вирішує на пошуки істини та намагається зрозуміти, що стало з його світом та чи можливо це зупини. Проте таємниці, які дізнається вчений, набагато неочікуваніші.
Відверто кажучи, вигадана автором країна Ваана здається аналогією пострадянським країнам. Серед головних проблем, висвітлених в книзі, – філософія існування; закрита економіка; надмірне споживання товарів і вплив на екологію; залежність людини від думки, нав’язаної мас-медіа, релігією, політикумумом тощо.

## Рецензії
- Мар’яна Равло. «Вчений із Ваани» – роман-фантастика, що вчить українців думати [Архівовано 24 лютого 2016 у Wayback Machine.] // Друг читача — 18 серпня, 2015. — Процитовано 15 лютого 2015

## Видання
- 2015 рік — видавництво "Фінарт».